# Philip (South Dakota)
Philip is een plaats (city) in de Amerikaanse staat South Dakota, en valt bestuurlijk gezien onder Haakon County.

## Demografie
Bij de volkstelling in 2000 werd het aantal inwoners vastgesteld op 885.
In 2006 is het aantal inwoners door het United States Census Bureau geschat op 745, een daling van 140 (-15,8%).

## Geografie
Volgens het United States Census Bureau beslaat de plaats een oppervlakte van
1,5 km², geheel bestaande uit land. Philip ligt op ongeveer 660 m boven zeeniveau.

## Plaatsen in de nabije omgeving
De onderstaande figuur toont nabijgelegen plaatsen in een straal van 40 km rond Philip.